# Ludwik Antoni Brygierski
Ludwik Antoni Brygierski (* 1682 in Teschen, Herzogtum Teschen; † 1737 ebenda) war ein schlesischer Barockmaler, der in und um Teschen wirkte.

## Leben
Brygierski war Sohn des Malers Piotr Brygierski und dessen Ehefrau Elżbieta Herman. 1713 heiratete er Susanna Barbara Beer. Brygierski malte religiöse Gemälde, insbesondere Altarbilder für Pfarrkirchen im Teschener Schlesien und im Kreis Schlesien der Woiwodschaft Krakau in Polen-Litauen. Seine Gemälde sind in Kirchen in Teschen, Saybusch, Schwarzwasser, Perstetz, Istebna, Zamarsk, Pleß und Milówka erhalten.